# Юраньов потік
Юраньов потік (словац. Juráňov potok) — річка в Словаччині, ліва притока Оравиці, протікає в окрузі Тврдошін.
Довжина приблизно 4.6-5.5 км. Витік знаходиться в масиві Західні Татри (геоморфологічна підодиниця Особіта — схил гори Бобровец) — на висоті близько 1360 метрів. Протікає територією міста Тврдошін. По течії розташована охоронна територія Юраньова долина.
Впадає в Оравицю на висоті приблизно 825—830 метрів.